# اختر آبی
اختر آبی یا آمسونیا (نام علمی: Amsonia) نام یک سرده از تیره خرزهره‌ایان است.